# Дэвидсон, Ричард
Ричард Дэвидсон (англ. Richard J. Davidson; род. 12 декабря 1951 года) — американский нейробиолог, психолог, профессор психологии и психиатрии в Висконсинском университете в Мадисоне.

## Биография
Родился в Бруклине в 1951 году. Получил степень бакалавра (B.A.) в Нью-Йоркском Университете (1968 — 1972) и степень Ph.D по психологии в Гарвардском университете (1972 — 1976). После защиты диссертации он получает должность преподавателя в Нью-Йоркском Университете. В течение восьми лет изучает связь между паттернами активности мозга и настроением (mood). С 1984 году по настоящее время работает в Висконсинском университете в Мадисоне, на медицинском факультете и на факультете психологии. В 2003 году был избран в Американскую академию искусств и наук и в 2004 году в Висконсинскую академию наук, искусств и литературы.

## Научные исследования
Дэвидсон изучает связь между активностью мозга и эмоциями.

## Популяризация науки
Дэвидсон известен как исследователь медитации с точки зрения науки и популяризатор медитации как оздоровительной практики, он сравнивает пользу для здоровья медитации с пользой физических упражнений. В 2012 году совместно с научным журналистом Шэрон Бигли написал книгу «The Emotional Life of Your Brain: How Its Unique Patterns Affect the Way You Think, Feel, and Live — and How You Can Change Them» («Как эмоции управляют мозгом»).

## Премии и награды
В 2000 году получает от APA премию Distinguished Scientific Contribution Award за «дело всей жизни» (точнее, «за тот вклад в науку, который он совершил, на протяжении 30 лет помогая понять, какую роль играют те структуры мозга, которые отвечают за инициацию и регуляцию эмоций»). В 2006 году Дэвидсон вошел в список 100 самых влиятельных людей по версии журнала Time.

## Основные труды
Журнальные статьи:
| 1979 | Weinberger D. A., Schwartz G. E., Davidson R. J. Low-anxious, high-anxious, and repressive coping styles: psychometric patterns and behavioral and physiological responses to stress // Journal of abnormal psychology. — Т. 88, вып. 4. — С. 369. |
| 1990 | Davidson R. J. et al. Approach-withdrawal and cerebral asymmetry: Emotional expression and brain physiology: I // Journal of personality and social psychology. — Т. 58, вып. 2. — С. 330.                                                         |
| 1992 | Davidson R. J. Anterior cerebral asymmetry and the nature of emotion // Brain and cognition. — Т. 20, вып. 1. — С. 125—151. |
| 1997 | Sutton S. K., Davidson R. J. Prefrontal brain asymmetry: A biological substrate of the behavioral approach and inhibition systems // Psychological Science. — Т. 8, вып. 3. — С. 204—210.                                                          |
| 1998 | Davidson R. J. Affective style and affective disorders: Perspectives from affective neuroscience // Cognition & Emotion. — Т. 12, вып. 3. — С. 307—330.                                                                                            |
| 1999 | Davidson R. J., Irwin W. The functional neuroanatomy of emotion and affective style // Trends in cognitive sciences. — Т. 3, вып. 1. — С. 11—21.                                                                                                   |
| 2000 | Davidson R. J., Putnam K. M., Larson C. L. Dysfunction in the neural circuitry of emotion regulation — a possible prelude to violence (англ.) // Science. — Vol. 289, iss. 5479. — P. 591—594.                                                     |
| 2000 | Davidson R. J., Jackson D. C., Kalin N. H. Emotion, plasticity, context, and regulation: perspectives from affective neuroscience // Psychological bulletin. — Т. 126, вып. 6. — С. 890.                                                           |
| 2002 | Davidson R. J. et al. Depression: perspectives from affective neuroscience // Annual review of psychology. — Т. 53, вып. 1. — С. 545—574. |
| 2003 | Davidson R. J. et al. Alterations in brain and immune function produced by mindfulness meditation // Psychosomatic medicine. — Т. 65, вып. 4. — С. 564—570.                                                                                        |

Книги:
| 1994 | Совместно с Ekman P. E.). The nature of emotion: Fundamental questions (англ.). — Oxford: Oxford University Press. |
| 1995 | (Совместно с Hugdahl, Kenneth). Brain asymmetry. — Cambridge: MIT Press.                                           |

На русском:
| 2012 | Совместно с Шарон Бегли. Как эмоции управляют мозгом. — СПб.: Питер. — 256 с. — ISBN 978-5-459-01542-3.                                                              |
| 2017 | Совместно с Дэниел Гоулман. Измененные черты характера. Как медитация меняет ваш разум, мозг и тело. — М.: Манн, Иванов и Фербер. — 336 с. — ISBN 978-5-00117-227-7. |
| 2017 | Совместно с Шарон Бегли. Эмоциональная жизнь мозга. — СПб.: Питер. — 256 с. — ISBN 978-5-44610-515-1.                                                                |